# Тальо-Изолаччо
Тальо-Изолаччо (фр. Taglio-Isolaccio, корс. Tagliu è Isolacciu) — коммуна во Франции, находится в регионе Корсика. Департамент коммуны — Верхняя Корсика. Входит в состав кантона Казинка-Фумальто. Округ коммуны — Бастия.
Код INSEE коммуны — 2B318.

## Население
Население коммуны на 2008 год составляло 516 человек.
| 1962 | 1968 | 1975 | 1982 | 1990 | 1999 | 2008 |
| ---- | ---- | ---- | ---- | ---- | ---- | ---- |
| 413  | 420  | 383  | 364  | 526  | 535  | 516  |

## Экономика
В 2007 году среди 340 человек в трудоспособном возрасте (15—64 лет) 220 были экономически активными, 120 — неактивными (показатель активности — 64,7 %, в 1999 году было 61,3 %). Из 220 активных работали 178 человек (104 мужчины и 74 женщины), безработных было 42 (21 мужчина и 21 женщина). Среди 120 неактивных 33 человека были учениками или студентами, 31 — пенсионерами, 56 были неактивными по другим причинам.